# 郭得勝
郭得勝（1911年3月12日—1990年10月30日）是香港新鴻基地產創辦人之一。英屬香港人，廣東省中山石岐人，生於澳門，在石岐長大，家族經營雜貨批發等，日本侵華期間，隨家人逃難到香港。香港重光後，在香港上環開設了鴻興合記雜貨店，經營雜貨及工業原料批發；後擴展改稱為鴻昌百貨批發商行，1952年設立鴻昌進出口公司，專營洋貨批發，曾在香港經營進出口生意，銷售遍及省港澳乃至東南亞各地，人稱“洋雜大王”。

## 生平
1952年與楊耀松創辦鴻昌行，經營洋貨批發，看到香港當時成衣業興盛的前景，於1954年爭得日本YKK拉鏈在香港獨家代理權，生意興隆，獲得“洋雜大王”稱號。
1958年，郭得勝、李兆基、馮景禧合夥創辦永業企業公司進入地產業發展。1963年，三人共投資100萬港元創辦新鴻基公司。
在1990年郭去世時，新鴻基地產市值達到254億港元，比首發上市時增長了62倍。
1990年10月30日上午11時23分，郭得勝在養和醫院因心臟病逝世，11月5日在香港殯儀館出殯，隨即安葬於將軍澳華人永遠墳場。

## 以其命名事物
- 天主教郭得勝中學（位於香港新界沙田）
- 郭得勝心臟中心（位於香港葛量洪醫院專科門診）
- 香港婦協郭得勝服務中心（位於香港銅鑼灣駱克道）[11]
- 香港都會大學郭得勝樓（位於香港九龍何文田）

## 家庭
郭得勝一生結婚兩次，首任妻子為黃秀瓊，次任為鄺肖卿，郭與鄺育有三子三女，包括長子郭炳湘（2018年10月逝世）、次子郭炳江和幼子郭炳聯，另有長女郭燕萍（冠夫姓黃郭燕萍）、次女郭婉君（冠夫姓黃郭婉君）及幼女郭婉儀（冠夫姓陳郭婉儀），其中首任妻子黃秀瓊、大女郭燕萍（1980年病逝）及次女郭婉君（1978年6月25日病逝）在郭得勝逝世前已去世。